# Jacques Oudot
Jacques Oudot (Melun, 21 dicembre 1913 – Bourg-en-Bresse, 13 giugno 1953) è stato un medico e alpinista francese chirurgo della spedizione Annapurna I del 1950.
Il 3 giugno del 1950 Maurice Herzog assieme a Louis Lachenal superarono per la prima volta nella storia gli ottomila metri, senza l'aiuto delle bombole d'ossigeno. Oudot fu fondamentale nel salvare la vita dei due alpinisti affetti da gravissimi congelamenti multipli a mani e piedi.
| Controllo di autorità | VIAF (EN) 84824594 · ISNI (EN) 0000 0000 5675 3432 · BNF (FR) cb10973291k (data) |